# 舊拉法利夫卡
51°22′9″N 25°51′33″E / 51.36917°N 25.85917°E
舊拉法利夫卡（烏克蘭語：Стара Рафалівка），是烏克蘭西北部的村莊，隸屬里夫內州的瓦拉什區。該村始建於1647年，面積18.7平方公里，海拔高度165米，2001年人口435，人口密度每平方公里23.3人。